# Wirtschaftsverein für den Hamburger Süden
Der Wirtschaftsverein für den Hamburger Süden führt seit 1947 wichtige Akteure aus Wirtschaft und Politik zusammen. Branchenübergreifend und Landesgrenzen überspannend vertritt er mehr als 270 Unternehmen mit rund 40 000 Beschäftigten. Der Verein versteht sich als Impulsgeber für die Harburg-Vision 2020/2050, in der Strategien für die Zukunft des Stadtbezirks Harburgs und sein näheres Umland entwickelt werden.

## Name
Der Wirtschaftsverein sollte 1947 ursprünglich als „Industrieverband Harburg-Wilhelmsburg“ gegründet werden. Das scheiterte damals an der Hamburger Wirtschaftsbehörde. Man befürchtete dort eine Sonderrolle Harburgs. So wurde aus dem Verband ein breiter aufgestellter Verein, der jahrzehntelang den Namen „Wirtschaftsverein Harburg-Wilhelmsburg“ führte.

## Aktivitäten und Initiativen

### Frühere Schwerpunkte
In den 1950er Jahren stand die Durchführung von sozial- und wirtschaftspolitischen Seminaren (Arbeitsgemeinschaften) für 21- bis 35-jährige Nachwuchskräfte der Mitgliedsunternehmen sowie der aktive Einsatz zum Thema Verkehr im Vordergrund. Besonderes Interesse fand wegen drastischer Zunahme des Kfz-Verkehrs der Ausbau des Straßennetzes; ferner wurde der Halt von Fernzügen in Harburg, die Elbvertiefung, sowie die Förderung des Wohnungsbaus für leitende Angestellte von Wilhelmsburger Firmen thematisiert.
Von 1962 bis 1977 stand der Hochwasserschutz im Mittelpunkt.
Ende der 1980er Jahre bis Mitte der 1990er Jahre arbeitete der Verein an der „Entwicklungsplanung für den Harburger Binnenhafen“ sowie dem Abschlusskonzept, Vorlage der Studie „Strukturwandel, Fachkräftemangel und Beruflicher Bildungsbedarf im Wirtschaftsraum Harburg-Wilhelmsburg“ sowie die gemeinsame Herausgabe der Standortbroschüre „Harburg – Technologie-Standort in Hamburg“ mit.
2001 und 2002 unterstützte der Verein die Bewerbung Hamburgs um die Olympischen Sommerspiele 2012 inkl. Auslobung eines Architekturwettbewerbs mit dem Architektur und Ingenieur Verein Hamburg e.V. und der Hochschule für bildende Künste Hamburg für die Olympiahalle mit Standort in Harburg.

### Aktuelle Themen
Seit 2007 genießt die Erarbeitung und Realisation des Impulspapiers „Harburg Vision 2020/50“ mit aktuell fünf Schlüsselprojekten (Industrie 4.0 & Technologie, Innovation, Mobilität & Verkehr, Nachwuchscampus und Urbane Mitte) Priorität
Mit einem Mentoring-Programm will der Wirtschaftsverein die unter den Mitgliedern vorhandene Erfahrung stärker nutzen und von den Älteren an die Jüngeren weitergeben. Das Mentoring-Angebot richtet sich an alle Mitglieder des Wirtschaftsvereins aber auch Start-up-Unternehmen und junge Unternehmer aus Hamburg und der Süderelberegion. Die Wirtschaftsexperten helfen ehrenamtlich, es entstehen für die jungen Unternehmen keine Kosten.

## Vorsitzende
- Franziska Wedemann seit 2019 (Geschäftsführerin der Wedemann Backwarenvertriebs GmbH)
- Arnold G. Mergell 2017–2019 (Geschäftsführer der Harburger Oelwerke Brinckman & Mergell, HOBUM)
- Jochen Winand (1990–2017, nun Ehrenvorsitzender[5])

## Veranstaltungen
Seit seiner Gründung veranstaltet der Wirtschaftsverein im Winter den jährlichen sog. Herrenabend, zu dem sich bis zu 400 Teilnehmer einfinden und bei dem üblicherweise bekannte Repräsentanten von Staat und Politik als Redner auftreten (z. B. Frank-Walter Steinmeier, Cem Özdemir, Annegret Kramp-Karrenbauer). Die Bezeichnung „Herrenabend“ wird kritisch diskutiert, so vom SPD-Abgeordneten in der Hamburgischen Bürgerschaft Sören Schumacher. Die Veranstaltung wurde im Jahr 2022 offiziell in „Wirtschaftsabend“ umbenannt, da es laut Vorstand angesichts der Gender-Debatte immer schwerer geworden sei, namhafte Redner für einen „Herrenabend“ zu gewinnen.
Das jährliche Golfturnier des Vereins fand 2020 mit 80 Teilnehmern zum 6. Mal statt.
Der Verein hält mit fachkundigen Rednern besetzte Monatsveranstaltungen zu aktuellen Themen ab.
Monatlich treffen sich jüngere Vertreter der Mitgliedsunternehmen zu U40 Netzwerk Essen.

## Internetquelle
- Website des Vereins